# Republica Dominicană la Jocurile Olimpice de vară din 2016
Republica Dominicană a participat la Jocurile Olimpice de vară din 2016 de la Rio de Janeiro în perioada 5 – 21 august 2016, cu o delegație de 29 de sportivi, care a concurat în 11 sporturi. Cu o singură medalie de bronz, Republica Dominicană s-a aflat pe locul 78 în clasamentul final.

## Participanți
Delegația dominicană a cuprins 29 de sportivi: 21 de bărbați și opt femei. Cel mai tânăr atlet din delegație a fost sprinterul Luis Charles (17 ani), cel mai bătrân a fost trăgătorul de tir Eduardo José Lorenzo (50 de ani).
| Sport        | Masculin | Feminin | Total |
| ------------ | -------- | ------- | ----- |
| Atletism     | 11       | 2       | 13    |
| Box          | 2        | 0       | 2     |
| Ciclism      | 1        | 0       | 1     |
| Echitație    | 0        | 1       | 1     |
| Haltere      | 1        | 2       | 3     |
| Judo         | 1        | 0       | 1     |
| Natație      | 1        | 1       | 2     |
| Taekwondo    | 2        | 1       | 3     |
| Tenis        | 1        | 0       | 1     |
| Tir          | 1        | 0       | 1     |
| Tir cu arcul | 0        | 1       | 1     |
| Total        | 21       | 8       | 29    |

## Medaliați
| Medalie | Nume        | Sport     | Probă          | Dată      |
| ------- | ----------- | --------- | -------------- | --------- |
| Bronz   | Luisito Pie | Taekwondo | 58 kg masculin | 17 august |